# بات تومي
باتريك جوزيف تومي جونيور (بالإنجليزية: Patrick Joseph Toomey Jr)‏ هو سياسي ورجل أعمال أمريكي من الحزب الجمهوري ولد في يوم 17 نوفمبر 1961 في مدينة بروفيدنس في رود آيلاند. أكمل دراسة العلوم السياسية في جامعة هارفارد. هو عضو في مجلس الشيوخ الأمريكي كممثل عن ولاية بنسلفانيا منذ سنة 2011. وهو عضو سابق في مجلس النواب الأمريكي من سنة 1999 إلى سنة 2005.